# اردان (تفت)
اردان (تفت)، روستایی از توابع بخش مرکزی شهرستان تفت در استان یزد ایران است.

## جمعیت
این روستا در دهستان دهشیر قرار دارد و براساس سرشماری مرکز آمار ایران در سال ۱۳۸۵، جمعیت آن ۶۶ نفر (۳۱خانوار) بوده‌است. اردان یکی از روستاهای تاریخی فلات مرکزی ایران واقع در حوزه استحفاظی شهرستان تفت در استان یزد می باشد و از مهمترین آثار تاریخی این روستا می توان به قلعه اردان و قلعه باغستان و تل بهمن و تل غلی اشاره نمود.